# Maria Dąbrowska

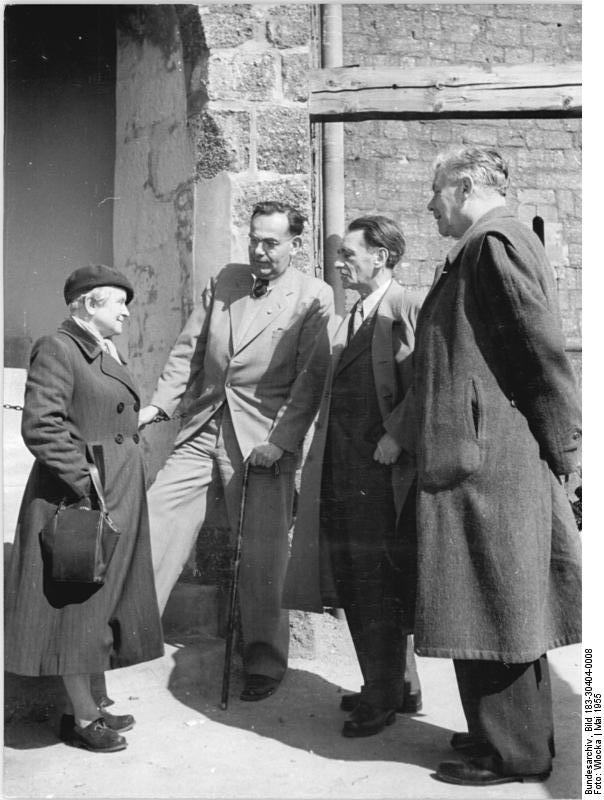
Maria Dąbrowska (links), 1955 in Eisenach

Maria Dąbrowska [dɔmˈbrɔfska], geb. Szumska (* 6. Oktober 1889 in Russów bei Kalisz, Russisches Kaiserreich; † 19. Mai 1965 in Warschau), war eine polnische Schriftstellerin.

## Leben
Maria Dąbrowska stammte aus dem verarmten polnischen Landadel und war mit dem politischen Aktivisten Marian Dąbrowski verheiratet. Zugleich literarisch wie politisch interessiert, setzte sie sich für Menschen ein, die von den Zeitumständen und der Armut auf dem Lande in negativer Weise betroffen waren.
Sie studierte Naturwissenschaften, Soziologie und Philosophie in Lausanne und Brüssel und wohnte seit 1917 in Warschau. Zeitweilig arbeitete sie im polnischen Ministerium für Landwirtschaft, trat aber auch mit naturwissenschaftlich exakten Zeitungsreportagen an die Öffentlichkeit. Sie war zudem künstlerisch begabt und malte Landschaften und Stillleben.
Ab 1927 wandte sie sich immer wieder literarisch gegen Menschenrechtsverletzungen in Polen. Während der deutschen Besetzung Polens blieb sie in Warschau und unterstützte das Kulturleben des polnischen Untergrunds.
In ihren Romanen, Theaterstücken und Zeitungsartikeln analysierte sie die psychischen Folgen des Weltgeschehens für die einfachen Menschen. In Nächte und Tage schildert sie das Absinken des Landadels ins Bürgertum.
Ihre Bücher wurden vor allem in der DDR herausgegeben.

## Zitat
„Die Polen neigen als Nation zu einer Ethik, die unter außergewöhnlichen, pathetischen Umständen das Opfer des Lebens und der Habe fordert. Es fehlt ihnen aber fast völlig die soziale, normale Ethik der Forderungen und Verpflichtungen, die von der jahrhundertealten Tradition des Westens gepflegt wurde und zu einem glücklichen, weil redlichen Leben im Alltag führt.“

## Werke

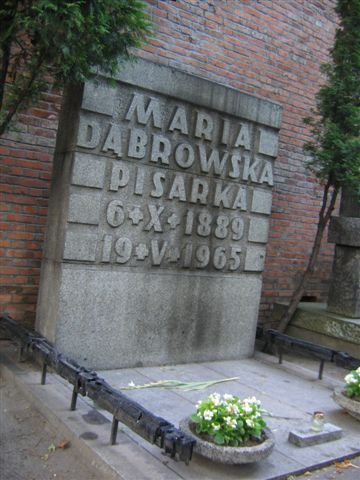
Powązki-Friedhof

- Dzieci ojczyzny (Kinder des Vaterlands), 1918
- Gałąź czereśni (Kirschzweig), 1922
- Uśmiech dzieciństwa (Lächeln der Kindheit), 1923
- Ludzie stamtąd (Die Leute von drüben), 1926
  - deutschsprachige Ausgabe: Die Landlosen. Übersetzt von Paul Breitenkamp. Propyläen Verlag, Berlin 1937.
- Noce i dnie (Nächte und Tage), 1932–1934
- Znaki życia (Lebenszeichen), 1938
- Gwiazda zaranna (Der Morgenstern), 1955
- Tagebücher (Dziennik): 1914–1965. Frankfurt am Main, 1989, ISBN 3-518-40206-4
- Der dritte Herbst.  Autorisierte Übertragung aus dem Polnischen und Nachwort von Eberhard Dieckmann. Rütten & Loening, Berlin 1961.
  - Daraus fünf ausgewählte Erzählungen: Nacht über der Erde. Erzählungen (= Roman für alle; Band 232). Aus dem Polnischen übertragen von Erhardt Dieckmann. Verlag der Nation, Berlin 1978.

## Verfilmungen
- 1975: Nächte und Tage (Noce i dnie)